# Всеобщие выборы в Сенегале (1973)
Всеобщие выборы в Сенегале прошли 28 января 1973 года, на которых избирались президент и депутаты Национального собрания. В Сенегале существовала однопартийная система, единственной разрешённой партией был Сенегальский прогрессивный союз. В результате на президентских выборах был переизбран лидер партии Леопольд Седар Сенгор, бывший единственным кандидатом. На парламентских выборах был представлен список из 100 кандидатов от Сенегальского прогрессивного союза на 100 мест Национального собрания.

## Результаты

### Президентские выборы
| Кандидат                             | Партия                               | Голоса    | %    |
| ------------------------------------ | ------------------------------------ | --------- | ---- |
| Леопольд Седар Сенгор                | Сенегальский прогрессивный союз      | 1 357 056 | 100  |
| Недействительных/пустых бюллетеней   | Недействительных/пустых бюллетеней   | 303       | −    |
| Всего                                | Всего                                | 1 357 359 | 100  |
| Зарегистрированных избирателей/ Явка | Зарегистрированных избирателей/ Явка | 1 399 433 | 97,0 |
| Источник: Nohlen et al.              |                                      |           |      |

### Парламентские выборы
| Партия                               | Голоса    | %    | Места | +/− |
| ------------------------------------ | --------- | ---- | ----- | --- |
| Сенегальский прогрессивный союз      | 1 355 306 | 100  | 100   | +20 |
| Недействительных/пустых бюллетеней   | 793       | −    | −     | −   |
| Всего                                | 1 356 099 | 100  | 100   | +20 |
| Зарегистрированных избирателей/ Явка | 1 399 433 | 96,9 | −     | −   |
| Источник: Nohlen et al.              |           |      |       |     |